# 奥只見レクリェーション都市公園

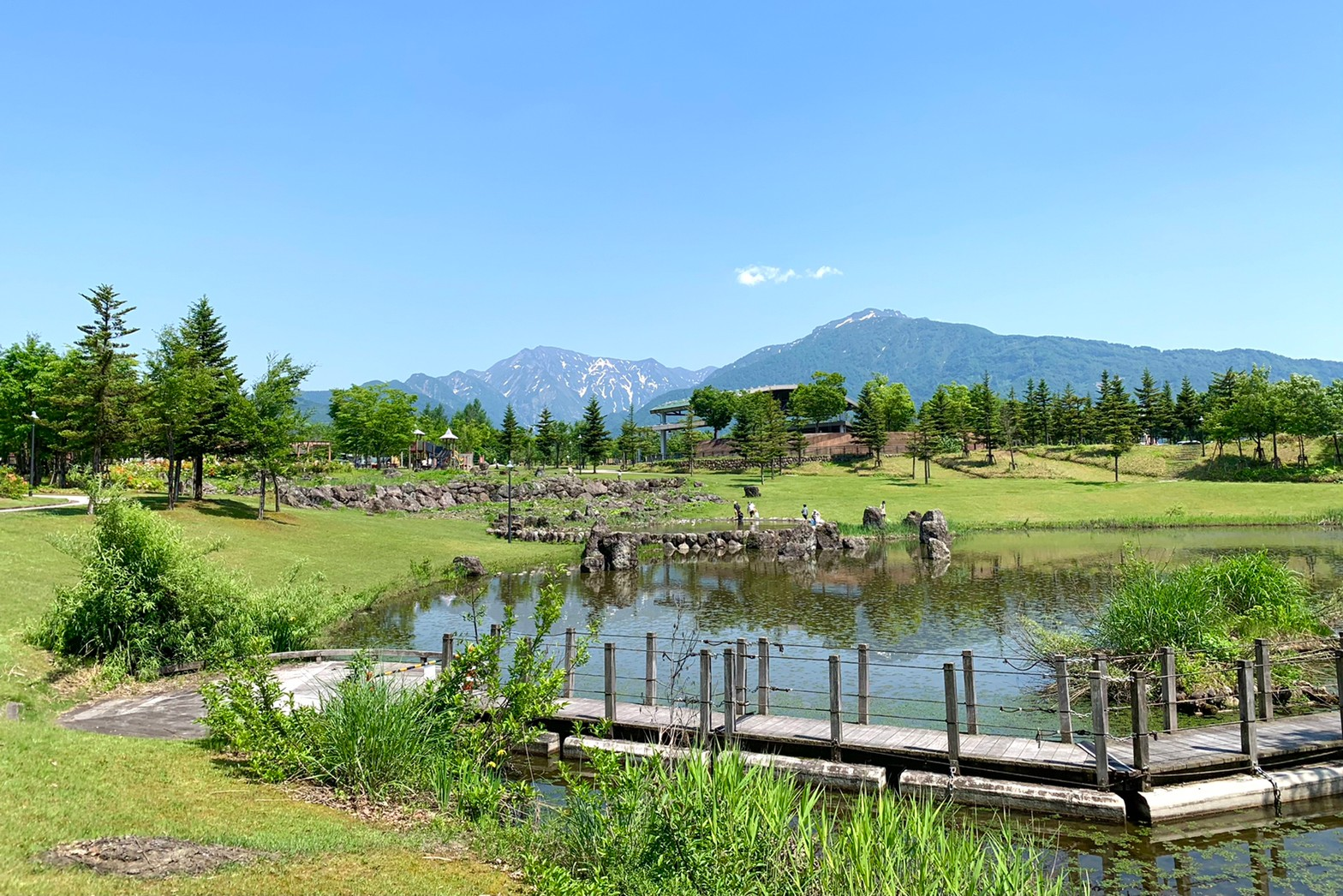
八色の森公園（2022年5月）

新潟県立奥只見レクリェーション都市公園（にいがたけんりつおくただみレクリェーションとしこうえん）は、新潟県魚沼市・南魚沼市に整備された県立公園群。6つの都市公園で構成される。
指定管理者制度により、むつみグループが管理・運営を行っている。

## 沿革
1980年代より建設省のレク都市整備事業のひとつとして進められ、国、県、地元市町村、民間企業が一体となり、大規模な都市計画公園を核として休養施設、宿泊施設、各種サービス施設などの総合開発を目指すこととされた。スキー場やゴルフ場などの大型施設は民間企業の誘致によって整備することとされた。
広大な奥只見地域の中から、重点的に整備を進める地域（奥只見レクリェーション地域）として7拠点（須原、道光・根小屋、小出、浦佐、奥只見・銀山平）が定められ、国定公園の特別地区にかかる奥只見・銀山平地域と浅草岳の一部を除き、国土交通省の都市公園事業（奥只見レクリェーション都市公園事業）を中核として、1985年度から7拠点のうち6拠点において事業が進められてきた。

### 年表
- 1980年（昭和55年）：奥只見地域総合開発計画調査（建設省、1982年まで）[6]
- 1982年（昭和57年）奥只見レクリェーション都市基本計画調査（新潟県、1984年まで）[6]
- 1985年（昭和60年）：第1次公園整備5ヵ年計画策定・事業着手[6]
- 1989年（平成元年）8月：浅草岳地域供用開始[6]
- 1991年（平成3年）2月：大湯地域供有開始[6]
- 1992年（平成4年）4月：須原地域供有開始[6]
- 1996年（平成8年）6月：小出地域供有開始[6]
- 1998年（平成10年）10月：浦佐地域供有開始[6]

## 各公園の概説

### 八色の森公園
南魚沼市浦佐、国道17号浦佐バイパス沿いに位置する。園内には、越後ワイナリーとその直営レストラン、池田記念美術館があり、池越しに八海山を拝むことができる。
アクセス
- JR上越新幹線・上越線 浦佐駅から徒歩15分[7]。
- 駐車場200台[7]。最寄りICは大和スマートICとなる（ICから車で3分）[7]。

### 響きの森公園
魚沼市干溝、魚沼インターチェンジに隣接して位置する。園内には、「小出郷文化会館」やイベントで利用される「雪のコロシアム」、里山生態園などがある。冬のイベント、魚沼国際雪合戦大会の会場ともなっている。
アクセス
- JR小出駅前から約3.5 km。南越後観光バス「浦佐駅東口行」または「六日町行」により近隣までのアクセスが可能。
- 駐車場400台[8]。小出ICから車で1分[8]。

### 花と緑と雪の里
魚沼市根小屋、堀之内インターチェンジに隣接して位置する。「魚沼の里山公園の創出」をテーマとし、約20万株の芝桜広場や自然観察遊歩道が特徴的である。
アクセス
- JR越後堀之内駅前から約3.0 km。
- 駐車場109台[9]。堀之内ICから車で3分[9]。

### 大湯公園
魚沼市大湯温泉の玄関口に位置しており、広場や庭園が設けられているほか、日帰り温泉施設や屋内運動場、アリーナなどを備えた「交流センターユピオ」がある。
アクセス
- 湯之谷温泉郷#アクセスを参照。
- 駐車場150台[10]。小出ICから車で20分[10]。

### 須原公園
魚沼市須原に位置する。国の重要文化財・目黒邸と一体で「ふるさと空間」を創造する公園として整備された。目黒邸などの歴史や昔のくらしに触れられるエリア、上ノ山植物園やホタル池などの自然を感じるエリア、遊具や広場で遊べるエリアの3つから構成される。
公園に隣接して須原スキー場が位置する。
アクセス
- JR越後須原駅から徒歩5分[11]。
- 駐車場150台[11]。小出ICから車で20分[11]。

### 浅草岳公園

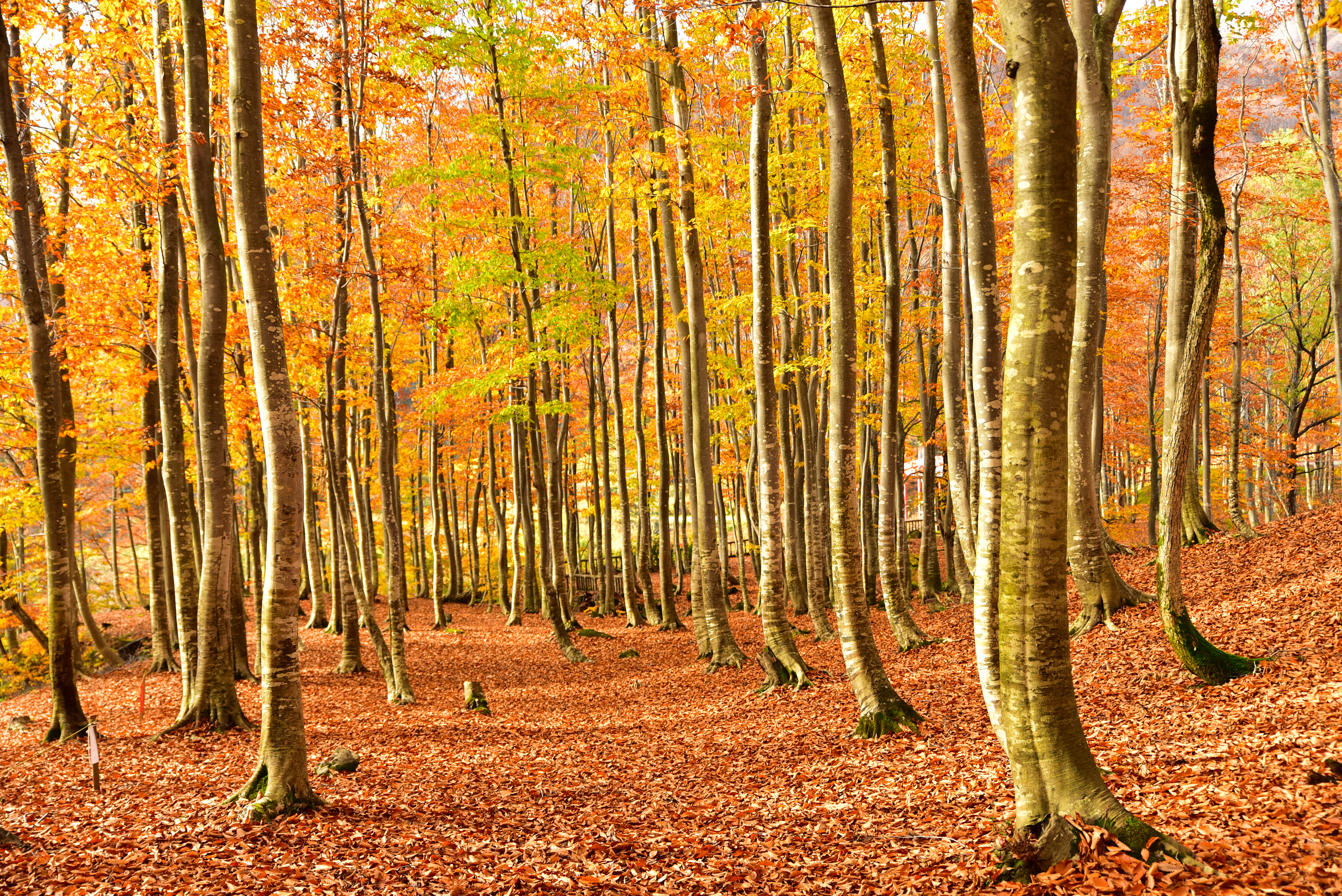
浅草岳公園の紅葉（2019年11月撮影）

魚沼市大白川に位置する。守門岳や浅草岳の麓、破間川ダムの湖畔に位置しており、国民宿舎 浅草山荘の周囲に広がっている。
アクセス
- JR大白川駅から約6.5 km。
- 駐車場50台[12]。小出ICから車で40分[12]。